# Championnat de Mongolie de football 2011
Navigation
Saison précédente Saison suivante
La saison 2011 du Championnat de Mongolie de football est la seizième édition de la MFF League, le championnat de première division en Mongolie. La saison est scindée en deux phases :
- Les huit équipes sont regroupées au sein d'une poule unique où elles s'affrontent deux fois, à domicile et à l'extérieur. Les quatre premiers se qualifient pour la phase finale.
- La phase finale est disputée sous forme de rencontre à élimination directe (demi-finales en match aller-retour puis finale sur un seul match).

C'est le FC Ulaanbaatar, qui dispute seulement sa deuxième saison en MFF League qui remporte la compétition après avoir battu en finale l'Ulaanbaatar DS. Il s'agit du tout premier titre de champion de Mongolie de l'histoire du club.

## Les clubs participants
- Erchim
- Khangarid
- Khasiin Khulguud
- Ulaanbaatar DS
- Ulaanbaatar Mazaalai
- Khoromkhon
- Selenge Press
- FC Ulaanbaatar

## Compétition
Le barème de points servant à établir le classement se décompose ainsi :
- Victoire : 3 points
- Match nul : 1 point
- Défaite : 0 point

### Première phase
| Rang | Équipe               | Pts | J  | G | N | P | Bp | Bc | Diff |
| ---- | -------------------- | --- | -- | - | - | - | -- | -- | ---- |
| 1    | Ulaanbaatar DS       | 24  | 14 | 7 | 3 | 4 | 23 | 15 | +8   |
| 2    | Khasiin Khulguud     | 22  | 14 | 7 | 1 | 6 | 27 | 24 | +3   |
| 3    | FC Ulaanbaatar       | 21  | 14 | 6 | 3 | 5 | 35 | 24 | +11  |
| 4    | Khoromkhon           | 21  | 14 | 5 | 6 | 3 | 20 | 22 | -2   |
| 5    | ErchimC              | 21  | 14 | 6 | 3 | 5 | 23 | 20 | +3   |
| 6    | Selenge Press        | 18  | 14 | 5 | 3 | 6 | 33 | 33 | 0    |
| 7    | KhangaridT           | 14  | 14 | 3 | 5 | 6 | 20 | 26 | -6   |
| 8    | Ulaanbaatar Mazaalai | 12  | 14 | 2 | 6 | 6 | 9  | 23 | -14  |

|  | Qualification pour la phase finale                        |
|  | T : Tenant du titre C : Vainqueur de la Coupe de Mongolie |

### Phase finale

#### Demi-finales
| Équipe 1         | Résultat      | Équipe 2       | Aller | Retour   |
| ---------------- | ------------- | -------------- | ----- | -------- |
| Ulaanbaatar DS   | 4 - 3         | Khoromkhon     | 2 - 3 | 2 - 0    |
| Khasiin Khulguud | 2 - 2 2-4 tab | FC Ulaanbaatar | 0 - 1 | 2 - 1 ap |

### Match pour la troisième place
| Équipe 1         | Résultat | Équipe 2   |
| ---------------- | -------- | ---------- |
| Khasiin Khulguud | 2 - 1    | Khoromkhon |

### Finale
| 18 septembre 2011 | FC Ulaanbaatar        | 1 - 0 a. p. | Ulaanbaatar DS |  |
|                   | B.Amarbayasgalan 114e |             |                |  |

## Bilan de la saison
| Championnat de Mongolie de football 2011 |                            |
| Champion                                 | FC Ulaanbaatar (1er titre) |
| Coupes et trophées                       |                            |
| Vainqueur de la Coupe de Mongolie 2011   | Erchim                     |
| Vainqueur Supercoupe de Mongolie 2011    | Erchim                     |
| Qualifications continentales             |                            |
| Coupe du président de l'AFC 2012         | Erchim                     |
| Promotions et relégations                |                            |
| Promus en MFF League                     | Aucun                      |
| Relégués en B Division League            | Aucun                      |